# Stenonartonia cooperi
Stenonartonia cooperi (лат.) — вид одиночных ос рода Stenonartonia (Eumeninae). Южная Америка. Таксон назван в честь Мартина Купера (Martin Cooper), известного коллекционера ос и таксономиста, собравшего голотип в 1976 году в Колумбии. Крупный итальянский специалист по осам-веспидам энтомолог Антонио Джордани Сойка (Antonio Giordani Soika, 1913—1997) обозначил этим именем несколько экземпляров ос, но так и не описал вид.

## Распространение
Южная Америка. Широко распространён в Амазонской области Бразилии, Колумбии, Перу и Эквадора, а также в Суринаме и Французской Гвиане.

## Описание
Осы среднего размера с желтовато-буровато-черной окраской тела, длина около 1 см. От S. polybioides и S. hasyva этот вид отличается отсутствием переднелатерального скутеллярного «окна», а также наличием: латерального аксиллярного щитка, выступающего сзади в виде языка; метанотум сильно угловат при виде сбоку; проподеальная полосатость сильная, продольная снизу и заметно смешана с крупной макропунктурой; вершина наличника слабо выемчатая; апикальная проподеальная ламель выступает вверх; тергит T1 широко-кампанулярный; среднее бедро самца слегка вогнуто вентрально у основания, усиковый крючок самца простой и редуцированный. Вид был впервые описан в 2011 году бразильским энтомологом Bolívar R. Garcete-Barrett (Laboratório de Biologia Comparada de Hymenoptera, Departamento de Zoologia, Universidade Federal do Paraná, Куритиба, Парана, Бразилия).